# باتريك أنطونيوس
باتريك أنطونيوس (بالفنلندية: Patrik Antonius)‏ هو عارض فنلندي، ولد في 13 ديسمبر 1980 في هلسنكي في فنلندا.